# Liste des familles subsistantes de la noblesse d'Empire
 (novembre 2023).
Les titres d'Empire furent créés par Napoléon Ier en trois étapes :
- 1804 : organisation des titres de princes pour la famille impériale ;
- 1806 : création des titres de ducs et de leurs fiefs respectifs en fonction des différentes conquêtes impériales ;
- 1808 : règlementation précise des statuts de la noblesse et création des titres de comte, baron et chevalier ;
- mars 1810 : les nouveaux titres de chevalier octroyés ne sont plus héréditaires.

Durant cette période qui prend fin en 1814, près de 3 300 personnes furent titrées, dont un quart issues de l'ancienne noblesse. En raison du fort aspect militaire de ces titres (environ les trois quarts des titrés étaient des officiers supérieurs ou généraux) et des pertes dues aux guerres de l'Empire, il ne subsiste aujourd'hui qu'environ 140 familles issues de ce que des auteurs contemporains appellent « la noblesse d'Empire ».
À noter que l'octroi de ces titres a créé des différences intrafamiliales : un homme pouvait être titré mais pas son ou ses frères (y compris dans des familles de noblesse d'Ancien Régime). Évidemment, respectant les règles de filiation précises inscrites dans les statuts, cette liste ne mentionne pas les descendants de branches non anoblies ou non titrées de certaines familles, même s'ils ont relevé le titre, et ce malgré leur éventuelle notoriété.
Philippe du Puy de Clinchamps écrit : « Napoléon Ier n'anoblissait pas ceux qu'il honorait d'un de ses titres. (…). En outre, ces titres décoratifs n'étaient pas héréditaires en eux-mêmes. Pour pouvoir échoir aux héritiers successifs du premier décoré, il fallait que ce dernier en fît la demande et obtînt l'autorisation de constituer un majorat ».
Régis Valette écrit : « L'appellation noblesse d'Empire est controversée puisque le mot noblesse n'apparaît pas une seule fois dans les textes de Napoléon instituant en 1808 ce que l'on appelle généralement la noblesse d'Empire ».
Sont indiqués dans la liste qui suit, dans la mesure du possible, le nom de la famille, le titre reçu, la personne anoblie et sa fonction.

## Familles non nobles titrées sous l'Empire
- Haut – A
- B
- C
- D
- E
- F
- G
- H
- I
- J
- K
- L
- M
- N
- O
- P
- Q
- R
- S
- T
- U
- V
- W
- X
- Y
- Z

### A
- Ameil, baron en 1810, Auguste Jean Ameil, général de cavalerie
- d'Arjuzon, comte en 1809 (majorat sur un domaine de 10 000 francs de revenu), Gabriel d'Arjuzon, chevalier d'honneur de la reine Hortense
- Auvray, baron en 1810, Louis-Marie Auvray, colonel
- Aymé de La Chevrelière, baron en 1811

- Haut – A
- B
- C
- D
- E
- F
- G
- H
- I
- J
- K
- L
- M
- N
- O
- P
- Q
- R
- S
- T
- U
- V
- W
- X
- Y
- Z

### B
- Begouën, comte en 1808 (majorat sur un domaine de 10 400 francs de revenu), Jacques-François Begouën, conseiller d'état
- Berge, chevalier en 1810, baron en 1816, général François Berge, Roussillon
- Bernadotte, baron en 1810 (majorat), Jean Évangéliste Bernadotte (frère ainé de Jean-Baptiste, futur Charles XIV Jean de Suède, et fils de Henri Bernadotte), membre du collège électoral des Basses-Pyrénées (cette branche cousine des Rois Bernadotte de Suède est éteinte depuis 1966)
- Boulay de la Meurthe, comte en 1808, Antoine Boulay de la Meurthe, conseiller d'état (famille éteinte en ligne masculine)
- de Bourayne, baron en 1811, César de Bourayne, membre du collège électoral du Finistère
- Bourgnon de Layre, chevalier en 1811, baron en 1815 sous Louis XVIII[3]
- de Bouteiller, chevalier en 1811, Charles de Bouteiller, officier, Abbeville
- Brugière de Barante, baron en 1810, Prosper de Barante, homme politique
- de Buxeuil de Roujoux, baron en 1810, Louis Julien de Roujoux, magistrat et préfet

- Haut – A
- B
- C
- D
- E
- F
- G
- H
- I
- J
- K
- L
- M
- N
- O
- P
- Q
- R
- S
- T
- U
- V
- W
- X
- Y
- Z

### C
- de Cabrol, chevalier en 1810 puis baron en 1814, Pierre de Cabrol de Mouté, colonel-major,
- de Caffarelli, comte en 1808, Marie François Auguste de Caffarelli du Falga, général aide de camp de Napoléon Ier,
- Capitant, baron en 1810,[réf. nécessaire]
- Cardon, baron de Montigny en 1811, Edmond-Charles-Guillaume Cardon, sous-préfet d'Arras
- de Carmejane-Pierredon, baron en 1810, Charles-Joseph Carmejane, colonel,
- Caron de Fromentel, chevalier en 1813, Jean-Baptiste Caron de Fromentel, magistrat,
- de Cassagne, baron en 1812, Pierre Cassagne, général,
- de Castex, baron en 1808, Bertrand Pierre Castex, général,
- Chaptal, comte de Chanteloup en 1808, Jean-Antoine Chaptal, chimiste et homme politique,
- Chassériau, baron en 1814, Victor Frédéric Chassériau, général,
- Chazelles (de), baron le 13-04-1811 (majorat sur un domaine de 9 000 francs de revenu), Augustin de Chazelles, Sous-préfet. Préfet du Morbihan et homme politique. Membre du collège électoral.
- Chebrou de Lespinats, chevalier en 1813, Jean-Baptiste-Marie-Victor Chebrou de Lespinats, Directeur du dépôt de remontes de Saint-Maixent, Inspecteur général des Haras, conseiller général des Deux-Sèvres, noblesse d'ancien régime, anobli sous Louis XV en 1736,
- Cholet puis de Cholet, noblesse inachevée de président-trésorier de la Bourse de Bordeaux, comte de l'Empire, Pair de France puis Comte héréditaire sous Louis XVIII.
- Christophe, baron de Lamotte-Guéry en 1814, Philippe Christophe, colonel
- Clauzel, baron en 1810 puis Comte en 1813, Bertrand Clauzel, général de cavalerie,
- Clerc, chevalier de l'Empire (par lettres patentes du 20 août 1808), baron de l'Empire (par décret du 15 août 1809 et lettres patentes du 4 juin 1811),
- Cochon de Lapparent, chevalier en 1808 puis Comte en 1809, Charles Cochon de Lapparent, homme politique, vote la mort de Louis XVI,
- de Coëhorn, baron en 1808, Louis Jacques de Coehorn, général,
- Coffinhal-Dunoyer de Noirmont, baron en 1811, Joseph Coffinhal du Noyer, conseiller à la Cour de Cassation,
- de Contades, comte en 1809 (majorat sur un domaine de 12 475 francs de revenu), Erasme Gaspard de Contades, président du conseil général de Maine-et-Loire,
- de Cornois, baron en 1810,
- de Croix, comte en 1808, Charles-Marie de Croix, chambellan,
- Curial, baron en 1808, Philibert Jean-Baptiste Curial, général d'infanterie,

- Haut – A
- B
- C
- D
- E
- F
- G
- H
- I
- J
- K
- L
- M
- N
- O
- P
- Q
- R
- S
- T
- U
- V
- W
- X
- Y
- Z

### D
- Daru, comte en 1809, Pierre Daru, Ministre d'État
- Davillier, baron en 1810, Jean-Charles Davillier, régent de la Banque de France,
- Decouz, baron en 1808, Pierre Decouz, général d'infanterie, Savoie, ANF-2008[4].
- Dein, baron en 1811, Paul Louis Marie Dein, général,
- Delamalle, chevalier en 1811, Gaspard Gilbert Delamalle, avocat
- Delzons, baron en 1808, Alexis Joseph Delzons, général,
- Demarçay, baron en 1808, Marc Jean Demarçay, colonel,
- Dereix, chevalier en 1810, Pierre Dereix, chef de bataillon,
- Desazars de Montgailhard, baron en 1810, Guillaume-François Desazars, président de la cour d'appel de Toulouse,
- Desmousseaux de Givré, baron en 1810,
- Detours, baron en 1811,
- Dianoux de la Perrotine, baron en 1811, Alexandre Dianoux, colonel,
- Didelot, baron en 1811, François-Charles-Luce Didelot, ministre,
- Ducos, comte en 1808 et pair en 1814, Pierre-Roger Ducos, consul puis sénateur,
- Dulong de Rosnay, baron en 1813, Louis Étienne Dulong de Rosnay, général
- Dupont Delporte, baron en 1810, Henri Jean Pierre Antoine Dupont-Delporte, préfet,
- Duval de Fraville, baron en 1814, Claude Duval de Fraville, député de l'Aube à la Convention nationale et maire de Condes

### E
- Eblé, baron, Jean-Baptiste Eblé, général d'Artillerie de la Garde impériale
- Estève, comte en 1809, Jean-Baptiste Estève de Latour, général,
- Evain, baron, Louis Auguste Frédéric Evain, général,

### F
- Fabre de Roussac, baron en 1810, Gabriel Jean Fabre, général, ajout du nom Roussac à la suite d'une alliance avec la famille de Roussac de Florensac,
- de Fabry, baron en 1811, Pierre Marc Antoine Bruno de Fabry, membre du collège électoral du Var,
- Fain, baron en 1809, Agathon Jean François Fain, secrétaire de Napoléon Ier,
- de Fauconnet, baron en 1808, Jean-Louis-François Fauconnet, général de cavalerie,
- Faverot de Kerbrech, chevalier en 1809 puis baron en 1813, François Jacques Guy Faverot de Kerbrech, colonel,
- Ficatier, baron en 1808, Florentin Ficatier, général de brigade,
- Fourmentin, chevalier en 1809, Jacques-Oudard Fourmentin dit le Baron Bucaille, corsaire à Boulogne-sur-Mer,
- Flury-Hérard, chevalier en 1811, Jean-Baptiste Flury, consul à Milan,
- Foy, baron en 1810, Maximilien Sébastien Foy, général,

- Haut – A
- B
- C
- D
- E
- F
- G
- H
- I
- J
- K
- L
- M
- N
- O
- P
- Q
- R
- S
- T
- U
- V
- W
- X
- Y
- Z

### G
- de Gardane, comte en 1809, Paul-Ange-Louis Gardane, général,
- de Garempel de Bressieux, baron en 1810, Pierre-Ignace de Garempel de Bressieux, président du collège électoral de l'Isère,
- de Gary, baron en 1809, Alexandre Gaspard Gary, préfet,
- Gautier de Charnacé, baron en 1810 (majorat sur une rente de 10 000 francs), Bonaventure François Gautier de Charnacé, juge au tribunal de la Seine,
- Gay de Vernon, baron en 1811, Simon François Gay de Vernon, colonel,
- Girod de l'Ain, chevalier en 1808 puis baron en 1809, Jean-Louis Girod de l'Ain, maître des comptes,
- Gobert, baron en 1811, Jacques Nicolas Gobert,
- Gobrecht, baron en 1811, Martin Gobrecht
- de Gontaut-Biron, comte en 1810,
- Gourgaud, baron en 1812, Gaspard Gourgaud, général aide de Camp de Napoléon Ier,
- Gourlez, baron de La Motte en 1808, Auguste Étienne Marie Gourlez, colonel,
- de Gratet du Bouchage, baron en 1809, Marc Joseph de Gratet Dubouchage, préfet,
- Grégoire de Roulhac, baron en 1811, Guillaume Grégoire de Roulhac, procureur général près la cour d'appel de Limoges
- de Gressot, baron en 1809, François Joseph Fidèle Gressot, adjuvant-commandant,
- de Grouchy, comte en 1809, Emmanuel de Grouchy, Maréchal de France
- Grouvel, chevalier en 1810, François Grouvel, colonel
- de Guénifey, chevalier en 1814,

### H
. HARISPE, Comte en 1813, Jean Isidore Harispe general, pair de france en 1835 marechal de France en 1851, senateur 1852.
- Hamelin, baron en 1811, Jacques Félix Emmanuel Hamelin, contre-amiral,
- Harty, baron de Pierrebourg en 1813, Olivier Harty, général,
- d'Hautpoul, baron en 1810, Jean Joseph Ange d'Hautpoul, général de cavalerie,
- de Hédouville, comte en 1808, Gabriel Marie Joseph d'Hédouville, sénateur,
- Henry, baron 1810,
- Hottinguer, baron en 1810, Jean-Conrad Hottinguer, régent de la Banque de France,
- Houssin de Saint-Laurent, chevalier en 1810 puis baron en 1813, Benjamin Houssin de Saint-Laurent, général,
- Hulot, baron en 1813, Étienne Hulot, général,
- Humbert Louis-Antoine, baron en 1811, général, Lorraine,

### I
- Imbert La Boisselle Jean-Baptiste, chevalier en 1810, Chef d'escadron du 20e Chasseurs
- Imbertin Fabien, baron en 1808, évêque d'Autun,
- Ismert Pierre, baron en 1808, colonel du 2e Dragons puis général,
- Isnart Henri-Maximin, baron en 1813, membre du collège électoral du Var,
- Isoard Sébastien, chevalier en 1810, Chef du bataillon au corps impérial du génie

### J
- Jacquinot, baron en 1808, Charles Claude Jacquinot, colonel,
- Jeanin, baron en 1810, Jean-Baptiste Jeanin, général d'artillerie,
- de Jerphanion, chevalier en 1808 puis baron en 1810, Gabriel-Joseph de Jerphanion, préfet,
- de Joinville, baron en 1813, Louis Joinville, commissaire ordonnateur,
- Journu, comte de Tustal en 1808, Bernard Journu-Auber, homme d'État,

### K
- de Kergariou, comte en 1810, Joseph François Pierre de Kergariou, chambellan,
- Kirgener, baron de Planta en 1808, François Joseph Kirgener, général,

- Haut – A
- B
- C
- D
- E
- F
- G
- H
- I
- J
- K
- L
- M
- N
- O
- P
- Q
- R
- S
- T
- U
- V
- W
- X
- Y
- Z

### L
- L'Eleu de la Simone, chevalier en 1811, André Simon L'Eleu-La-Simone, membre du collège électoral de l'Aisne,
- Label, baron de Lambel en 1810, Alexandre Jean Maximin, colonel,
- de La Biche de Reignefort, chevalier en 1813,
- de Labriffe, comte en 1810, Pierre-Arnaud de La Briffe, chambellan,
- de Labrousse de Veyrazet, baron en 1812, Jean de La Brousse de Veyrazet, membre du collège électoral de l'Allier,
- de Lacger, baron en 1813, Honoré Joseph de Lacger-Camplong, membre du collège électoral du Tarn,
- de La Chaise, chevalier en 1809 puis baron en 1810, Jacques François de Lachaise, général et préfet,
- de La Cour, baron en 1808, Jacques-Nicolas La Cour, colonel,
- de Ladoucette, chevalier puis baron en 1809, Jean Charles François Ladoucette, préfet,
- de La Rochefoucauld, comte en 1810, Alexandre, ambassadeur
- de Laitre, baron en 1810, Antoine Bernard de Laitre, général,
- Langlois de Septenville, baron en 1813, Léon Langlois de Septenville, député,
- Lannes de Montebello, duc en 1808, Jean Lannes, Maréchal de France, :
- de Lasteyrie du Saillant, comte en 1810, Jean Charles Victorin de Lasteyrie du Saillant, chambellan,
- Le Bel de Sarnez, baron en 1810, Jean-Baptiste Lebel, Chef d'escadron,
- Le Clère, chevalier en 1813, Charles Leclère, membre du collège électoral de Corrèze,
- Le Courbe, comte en 1815, Claude Jacques Lecourbe, général,
- Le Duc de Lillers, comte en 1810, Claude Louis Le Duc de Lillers, chambellan,
- Le Febvre, chevalier en 1813, Laurent Lefebvre, receveur général du Loir-et-Cher,
- Le Forestier de Vandœuvre, comte en 1811, Jacques Alexandre Le Forestier de Vandœuvre, président du collège électoral du Calvados,
- Le Grand, baron de Mercey en 1808, Étienne Le Grand, général
- Legrand, Claude Juste Alexandre Legrand, général,
- Le Guay, baron en 1810, François-Joseph Leguay, général,
- Lejeune, baron en 1810, Louis-François Lejeune, général et peintre,
- Le Marois, comte en 1808, Jean Le Marois, général d'artillerie aide de camp de Napoléon Ier,
- Le Menuet de la Jugannière, baron en 1810, Pierre Le Menuet de La Jugannière, président de la cour d'appel de Caen,
- Le Normand de Flaghac, baron en 1811, Jean-Jacques Le Normand-Flaghac, président du canton de Saint-Amant-Tallende,
- Le Pelletier d'Aunay, comte en 1810 (majorat sur un domaine de 10 350 francs de revenu), Charles Louis David Le Pelletier d'Aunay, membre du collège électoral de la Nièvre,
- Lepic  chevalier en 1808, baron en 1814 (Maréchal de Camp), Languedoc (ANF-1943)
- de Lépinau, chevalier en 1810, Charles Lépinau, chef d’escadrons,
- Le Roy de Boisaumarié, chevalier en 1808, Pierre Thomas Le Roy de Boisaumarié, préfet,
- de Lesparda, baron en 1810 (majorat sur un domaine de 5 470 francs de revenu), Jean Lesparda, membre du conseil général de Seine-et-Marne,
- de Lespinay, chevalier du Pally en 1808, Alexis Louis Marie de Lespinay, député ; baron en 1810, Louis-Armand de Lespinay, chef d'escadron, fils du précédent,
- de Lestre, chevalier en 1813. Jacques de Lestre, Chef de bataillon attaché à l'état major, commandant le département de la Vienne.
- de Lostanges, baron en 1809 (majorat) puis Comte en 1810, Bernard Charles Louis de Lostanges-Beduer, chambellan,
- de Lustrac, baron en 1811 (majorat sur un domaine de 5 250 francs de revenu), Clément de Lustrac, membre du collège électoral des Landes,

- Haut – A
- B
- C
- D
- E
- F
- G
- H
- I
- J
- K
- L
- M
- N
- O
- P
- Q
- R
- S
- T
- U
- V
- W
- X
- Y
- Z

### M
- de Malet, baron en 1809 (majorat sur un domaine de 6 000 francs de revenu), Jean Malet, membre du collège électoral de la Dordogne,
- de Maleville, baron en 1808, puis comte en 1810, Jacques de Maleville,
- Mallet, baron en 1810, Jean-Antoine Mallet, chef de bataillon,
- Maransin, baron en 1809, Jean-Pierre Maransin, général,
- Marin-Dubuard, baron en 1811, Jean-Marin Dubuard, colonel,
- Marion, baron en 1810, Charles Stanislas Marion, général,
- Martin de Lagarde, baron en 1808, Henri-Jacques Martin de Lagarde, général,
- Martin de la Bastide, baron en 1810 (majorat sur un domaine de 16 185 francs de revenu), Jean-Baptiste Martin de la Bastide, propriétaire terrien,
- Masséna, duc de Rivoli en 1808 puis prince d'Essling en 1810, André Masséna, Maréchal de France,
- Massias et Massias-Jurien de la Gravière, baron en 1814, Nicolas Massias, diplomate,
- de Maublanc de Chiseuil, baron en 1813 (majorat sur un domaine de 6 714 francs de revenu), François de Maublanc de Chiseuil, membre du collège électoral de Saône-et-Loire,
- Maupoint, baron de Vandeuil en 1809, Louis-Joseph Maupoint, colonel,
- de Mecquenem et de Meckenheim d'Artaize, baron en 1810, Charlmes-Maurice Meckenem, Chef d'escadron,
- de Méneval, baron en 1810, Claude François de Méneval, secrétaire du portefeuille,
- de Menou de Boussay, Jacques de Menou de Boussay, comte d'Empire (1808),
- Menu de Ménil, chevalier en 1809 puis baron en 1813,
- Mercier, baron en 1811, Jacques Mercier (1776-1858), maire d'Alençon,
- Merlin, chevalier en 1808 puis Comte en 1810 (majorat sur un domaine de 8 000 francs de revenu), Philippe-Antoine Merlin de Douai, conseiller d'état,
- de Merode, comte en 1809, Guillaume Charles Guislain de Merode-Westerloo, sénateur,
- du Mesnildot,[réf. nécessaire]
- de Metz - de Metz-Noblat, baron en 1810,
- Moisson de Vaux, baron en 1811,
- Molitor, comte en 1808, Gabriel Jean Joseph Molitor, général,
- Montchoisy (Choin de) baron en 1810, général de division,
- de Monchy, chevalier en 1808,
- de Moncuit de Boiscuillé, baron en 1813, Pierre Moncuit, membre du collège électoral d'Ille-et-Vilaine,
- de Montaigu, comte en 1810, Auguste Sophie de Montaigu, chambellan,
- de Montault, baron en 1810,
- de Montbrun, comte en 1809, Louis Pierre Montbrun, général,
- de Montesquiou-Fezensac, baron en 1809 puis Comte en 1810, Raymond Aymeric Philippe Joseph de Montesquiou, général de cavalerie,
- Morand, comte en 1808, Charles Antoine Morand, général d'infanterie,
- Mortemard de Boisse, chevalier de l'Empire par lettres patentes du 22 mars 1814, Limousin. (cette famille n'est pas mentionnée dans l'ouvrage de Régis Valette Catalogue de la noblesse française, 2002)
- Mourre, baron en 1810, Grégoire Mourre, magistrat,
- Murat, prince en 1805, Joachim Murat, maréchal de France, roi de Naples,

### N
- de Nervo, baron en 1810 (majorat sur un domaine de 5 274 francs de revenu), Christophe Olympe de Nervo, membre du collège électoral de la Somme,
- de Nogaret, baron en 1810, Pierre Barthélémy de Nogaret, préfet,

### O
- Ordener, comte en 1808, Michel Ordener, général de cavalerie,
- d'Ornano, comte en 1808, Philippe Antoine d'Ornano, général de cavalerie,
- Oudet, baron en 1809, Jacques Joseph Oudet, colonel, mort à Vienne des suites d'une blessure reçue à Wagram,
- Oudinot de Reggio[6], comte en 1808, duc en 1809, Nicolas Charles Oudinot, Maréchal de France,
- Ordioni, baron en 1815, Alexandre Ordioni, général de brigade,

- Haut – A
- B
- C
- D
- E
- F
- G
- H
- I
- J
- K
- L
- M
- N
- O
- P
- Q
- R
- S
- T
- U
- V
- W
- X
- Y
- Z

### P
- de Pelleport-Burète, baron en 1811, Pierre Pelleport, général,
- de Penguern, baron en 1813,
- de Pérez, chevalier en 1810 puis baron en 1813, Joseph Pierre Anne de Pérez, député,
- de Pérignon, comte en 1808, Catherine-Dominique de Pérignon, Maréchal de France,
- de Perthuis de Laillevault, baron en 1813 (majorat sur un domaine de 5 274 francs de revenu), Léon de Perthuis, membre du collège électoral de l'Yonne,
- Petiet, baron en 1811, Pierre François Charles Alexandre Petiet, haut fonctionnaire,
- Petit de Beauverger, chevalier en 1810 puis baron en 1811, Claude-Auguste Petit de Beauverger, député,
- Pieyre, baron en 1810, Jean Pieyre, préfet,
- Pinoteau, baron en 1815 sans lettres patentes (confirmé par lettres patentes en 1869), Pierre-Armand Pinoteau, général de brigade,
- Piscatory de Vaufreland, chevalier en 1808,
- Ponsardin, Nicolas Ponsardin, baron d'Empire et chevalier de la Légion d'honneur par Napoléon Ier en 1813; Négociant, maire de Reims, député,
- Portalis, chevalier en 1808 puis Comte en 1809, Jean-Étienne-Marie Portalis, homme d'État,
- Pougeard du Limbert, baron en 1810, François Pougeard du Limbert, préfet,
- Poupart de Neuflize, baron en 1810 (majorat sur un domaine de 5 700 francs de revenu), Jean Abraham André Poupart de Neuflize, maire de Sedan[7],
- de Préval, baron en 1808, Claude Antoine Hippolyte de Préval, général,
- Prévost de Bord, chevalier en 1809, Antoine Prévost de Bord, capitaine,
- Puton, baron en 1813,

### Q
- de Quelen Auguste, baron en 1810, écuyer de Madame mère de Napoléon 1er,
- Quesnel Louis, chevalier en 1810, Chef de bataillon adjoint à l'état-major général de la garde impériale,

### R
- Rabusson-Corvisart, baron en 1813, Jean Rabusson, chef d'escadron,
- Ramond de Carbonnières, baron d'empire le 14 février 1810, Louis Ramond de Carbonnières avocat, homme politique, écrivain.
- Regnard de Lagny, baron en 1814,
- Reille, comte en 1808, Honoré Charles Michel Reille, général,
- de Reiset, chevalier en 1810 puis baron en 1813, Marie Antoine de Reiset, général,
- Retz, baron en 1810, Louis-Henri, homme d'État
- Rey, baron en 1809, Louis Emmanuel Rey, général,
- Richter, baron en 1809, Jean-Louis Richter, colonel,
- Robillard de Magnanville, baron en 1810 (majorat sur un domaine de 30 000 francs de revenu), Jean-Michel Robillard, censeur de la Banque de France,
- Roederer, comte en 1808, Pierre-Louis Roederer, avocat et homme politique,
- Roger de Sivry, baron en 1810,
- Rouillé d'Orfeuil, baron en 1810, Gaspard Marie Louis Rouillé d'Orfeuil, auditeur au conseil d'état,
- Roullet de La Bouillerie, baron en 1810, François La Bouillerie, trésorier général du domaine extraordinaire de Napoléon Ier,
- Rouxel, baron en 1808,
- de Ruty, baron en 1808,

- Haut – A
- B
- C
- D
- E
- F
- G
- H
- I
- J
- K
- L
- M
- N
- O
- P
- Q
- R
- S
- T
- U
- V
- W
- X
- Y
- Z

### S
- Sabatier de Lachadenède, chevalier en 1809 puis baron en 1810, Paul-Joseph-Jean-Baptiste Sabatier de Lachadenède, préfet du Cantal puis de la Côte-d'Or
- Sachon, chevalier le 14 août 1813, Claude-Marie Sachon, capitaine aux dragons de la Garde, officer de la Légion d'honneur
- Saladin, baron en 1813, Charles-Antoine Saladin, président à la cour impériale de Nancy,
- Salaun de Kertanguy, baron en 1811 (majorat sur un domaine de 8 079 francs de revenu), Jean-Marie Salaun de Kerlanguy, maire de Mespaul,
- Sallé de Chou, baron en 1810, Etienne François Sallé de Chou, Magistrat,
- Salmon, baron en 1810 (Jean-Jacques), colonel
- de Saluces aujourd'hui de Lur-Saluces, comte en 1810, Antoine Henri Amédée de Saluces, chambellan,
- de Salviac de Viel Castel, baron en 1810, Charles de Salviac de Viel Castel, chambellan de l'impératrice Joséphine, appartenait à une maison d'extraction chevaleresque originaire du Haut Quercy,
- Sarrut, baron en 1810, Jacques Thomas Sarrut, général
- Sautereau du Part, baron en 1813, Simon Pierre Sautereau du Part, colonel,
- de Scorbiac, baron en 1811, Maurice de Scorbiac, conseiller général,
- Secrétan, baron en 1813, Antoine Joseph Secrétan, colonel,
- Seguier, baron en 1809, Antoine Jean Mathieu, premier président de la cour d'appel de Paris,
- de Ségur, comte en 1810, Louis-Philippe de Ségur, diplomate,
- Sers, comte en 1808, Jean-Pierre Sers, sénateur,
- Silvestre de Sacy, chevalier en 1809 puis baron en 1813, Antoine-Isaac Silvestre de Sacy, orientaliste et député,
- Siméon, chevalier en 1808, Joseph Siméon, conseiller d'état puis ministre de la Justice en Westphalie,
- Simon, chevalier de La Mortière en 1808, Jean-Baptiste Simon, adjudant-commandant,
- de Sparre, baron en 1811, Louis Ernest Sparre, colonel,
- de Stabenrath, Empire, baron en 1808, confirmé en 1816, Silésie, Normandie, ANF-1936
- Suchet, comte en 1808 puis Duc d'Albuféra en 1813, Louis Gabriel Suchet, Maréchal de France,
- Suisse de Sainte-Claire, chevalier en 1810 puis baron en 1814, Claude Suisse de Sainte-Claire, colonel,
- Szeliga - Mierzejewski, chevalier en 1808 puis baron d'empire militaire en 1814, Jan Chrzciciel, colonel,

### T
- de Talhouët, baron en 1809, Auguste-Frédéric de Talhouët, officier d'ordonnance de Napoléon Ier,
- Tarbé, chevalier de Saint-Hardouin en 1810, Charles Hardouin Tarbé,
- Tascher de La Pagerie, comte en 1808, Jean-Henri Robert Tascher de La Pagerie, général,
- Terrasson de Sénevas, baron en 1813 (majorat sur un domaine de 5 594 francs de revenu), Gabriel Louis Terrasson de Sénevas, propriétaire terrien,
- Teillard (de Beinac) Francois, chevalier le 5 août 1809, Juge-Prévôt de Murat par provision en 1783, Procureur Impérial en 1808,
- Testot-Ferry, baron en 1814, Claude Testot-Ferry, colonel de la Cavalerie de la Garde impériale,
- de Thévenard, comte en 1810, Antoine-Jean de Thévenard, Vice-Amiral,
- Thomas de La Plesse, baron en 1811, Paul-Alexis Thomas de La Plesse, sous préfet,
- Toussaint, baron en 1809, Jean-François Toussaint, colonel,
- Treilhard, comte en 1808 avec majorat, Jean-Baptiste Treilhard, Conseiller d'Etat à vie puis Ministre d'Etat, inhumé au Panthéon en 1810[8].
- Tupinier, chevalier en 1810, Jean Tupinier, député,
- Turenne d'Aynac, comte en 1813, Henri Amédée Mercure de Turenne, chambellan,*

### U
- d'Ussel, baron en 1813, Hector d'Ussel, officier de cavalerie
- d'Uston de Villeréglan, baron en 1813,
- d'Utruy,  baron en 1809,

### V
- Vallet de Villeneuve, comte en 1808,
- Vandamme, Général Dominique Joseph René comte de l'Empire en 1805,
- Viard, baron en 1813, Louis-René Viard, membre du collège électoral de la Meurthe,
- de Viaris de Lesegno, baron en 1810, Gaston Fortunat Viaris, capitaine,
- Vigent, baron en 1810, Jean Pierre Vigent, colonel,
- Vignon, chevalier de l'Empire en 1808, Pierre Vignon, Président du tribunal de commerce de Paris, membre de la commission de rédaction du code de commerce.
- de Virieu, baron de Beauvoir en 1811, membre du collège électoral de la Côte d'Or,

### W
- de Warenghien de Flory, chevalier en 1810 puis baron en 1813, Louis Joseph Marie de Warenghien, procureur général à la cour de Douai,
- Wartelle, baron d'Herlincourt en 1813 (majorat sur un domaine de 8 300 francs de revenu), Pierre Wartelle, maire d'Arras,

### Z
- de Zuylen van Nyevelt, comte en 1811, Philippe Jules van Zuylen van Nyevelt, sénateur

## Familles nobles titrées sous l'Empire
- Haut – A
- B
- C
- D
- E
- F
- G
- H
- I
- J
- K
- L
- M
- N
- O
- P
- Q
- R
- S
- T
- U
- V
- W
- X
- Y
- Z

### A
- d'Aboville, comte en 1808, François Marie d'Aboville, inspecteur général des armées
- d'Andlau, baron en 1810, Hardouin-Gustave d'Andlau, écuyer de l'Impératrice
- André de La Fresnaye, baron en 1811 (majorat sur un domaine de 6 014 francs de revenu), Noël-Urbain André de la Fresnay, propriétaire terrien
- d'Anthouard de Vraincourt, comte en 1809, Charles Nicolas d'Anthouard de Vraincourt, général d'artillerie
- d'Arthuys, baron en 1811 (majorat sur un domaine de 8 394 francs de revenu), Philippe-Claude d'Arthuys, membre du collège électoral de l'Indre

- Haut – A
- B
- C
- D
- E
- F
- G
- H
- I
- J
- K
- L
- M
- N
- O
- P
- Q
- R
- S
- T
- U
- V
- W
- X
- Y
- Z

### B
- de Barthélémy de Saizieu, anobli en 1771, baron en 1811, Louis François Richard Barthélémy de Saizieu, amiral
- de Barthès de Montfort, anobli en 1781, baron en 1811
- de Bastard, deux trésoriers de France à Toulouse 1690 et 1722, baron en 1812
- de Baulny, anobli en 1778, baron en 1810 (majorat sur un domaine de 210 803 francs de revenu), César-Louis Baulny, maire de Villeroy
- Berthier, anobli en 1763, comte en 1809, César Berthier, général (la branche du Maréchal est éteinte depuis 1918)
- de Bonnevie de Pogniat, ancienne extraction 1468, baron en 1811 (majorat sur un domaine de 5 703 francs de revenu), Guillaume-Gilbert Bonnevie de Pogniat, membre du collège électoral du Puy-de-Dôme
- Bonnin de la Bonninière de Beaumont, ancienne extraction 1450, marquis en 1757, comte en 1808 (branche cadette), Touraine, ANF-1944

- Haut – A
- B
- C
- D
- E
- F
- G
- H
- I
- J
- K
- L
- M
- N
- O
- P
- Q
- R
- S
- T
- U
- V
- W
- X
- Y
- Z